# FIBA 유로바스켓
FIBA 유로바스켓(FIBA Eurobasket)은 유럽의 국가대표 농구 대회이다.

## 역대 대회
| 연도 | 개최지                            | 결승전                     | 결승전                     | 결승전                                                                   | 3위 결정전                 | 3위 결정전                 | 3위 결정전                 |
| 연도 | 개최지                            | 우승                       | 득점                       | 준우승                                                                   | 3위                        | 득점                       | 4위                        |
| ---- | --------------------------------- | -------------------------- | -------------------------- | ------------------------------------------------------------------------ | -------------------------- | -------------------------- | -------------------------- |
| 1935 | 스위스                            | 라트비아                   | 24–18                      | 스페인                                                                   | 체코슬로바키아             | 25–23                      | 스위스                     |
| 1937 | 라트비아                          | 리투아니아                 | 24–23                      | [[파일:{{{국기그림-1861}}}\|30x27px\|border \|이탈리아의 국기]] 이탈리아 | 프랑스                     | 27–24                      | 폴란드                     |
| 1939 | 리투아니아                        | 리투아니아                 | n/a                        | 라트비아                                                                 | 폴란드                     | n/a                        | 프랑스                     |
| 1941 | 소련                              | 제2차 세계 대전으로 취소됨 | 제2차 세계 대전으로 취소됨 | 제2차 세계 대전으로 취소됨                                               | 제2차 세계 대전으로 취소됨 | 제2차 세계 대전으로 취소됨 | 제2차 세계 대전으로 취소됨 |
| 1946 | 스위스                            | 체코슬로바키아             | 34–32                      | [[파일:{{{국기그림-1861}}}\|30x27px\|border \|이탈리아의 국기]] 이탈리아 | 헝가리                     | 38–32                      | 프랑스                     |
| 1947 | 체코슬로바키아                    | 소련                       | 56–37                      | 체코슬로바키아                                                           | 이집트                     | 50–48                      | 벨기에                     |
| 1949 | 이집트                            | 이집트                     | 57–36                      | 프랑스                                                                   | 그리스                     | n/a                        | 튀르키예                   |
| 1951 | 프랑스                            | 소련                       | 45–44                      | 체코슬로바키아                                                           | 프랑스                     | 55–52                      | 불가리아                   |
| 1953 | 소련                              | 소련                       | n/a                        | 헝가리                                                                   | 프랑스                     | n/a                        | 체코슬로바키아             |
| 1955 | 헝가리                            | 헝가리                     | n/a                        | 체코슬로바키아                                                           | 소련                       | n/a                        | 불가리아                   |
| 1957 | 불가리아                          | 소련                       | n/a                        | 불가리아                                                                 | 체코슬로바키아             | n/a                        | 헝가리                     |
| 1959 | 튀르키예                          | 소련                       | 83–72                      | 체코슬로바키아                                                           | 프랑스                     | 62–60                      | 헝가리                     |
| 1961 | 유고슬라비아                      | 소련                       | 60–53                      | 유고슬라비아                                                             | 불가리아                   | 55–46                      | 프랑스                     |
| 1963 | 폴란드                            | 소련                       | 61–45                      | 폴란드                                                                   | 유고슬라비아               | 89–61                      | 헝가리                     |
| 1965 | 소련                              | 소련                       | 58–49                      | 유고슬라비아                                                             | 폴란드                     | 86–70                      | 이탈리아                   |
| 1967 | 핀란드                            | 소련                       | 89–77                      | 체코슬로바키아                                                           | 폴란드                     | 80–76                      | 불가리아                   |
| 1969 | 이탈리아                          | 소련                       | 81–72                      | 유고슬라비아                                                             | 체코슬로바키아             | 77–75                      | 폴란드                     |
| 1971 | 서독                              | 소련                       | 69–64                      | 유고슬라비아                                                             | 이탈리아                   | 85–67                      | 폴란드                     |
| 1973 | 스페인                            | 유고슬라비아               | 78–67                      | 스페인                                                                   | 소련                       | 90–58                      | 체코슬로바키아             |
| 1975 | 유고슬라비아                      | 유고슬라비아               | n/a                        | 소련                                                                     | 이탈리아                   | n/a                        | 스페인                     |
| 1977 | 벨기에                            | 유고슬라비아               | 74–61                      | 소련                                                                     | 체코슬로바키아             | 91–81                      | 이탈리아                   |
| 1979 | 이탈리아                          | 소련                       | 98–76                      | 이스라엘                                                                 | 유고슬라비아               | 99–92                      | 체코슬로바키아             |
| 1981 | 체코슬로바키아                    | 소련                       | 84–76                      | 유고슬라비아                                                             | 체코슬로바키아             | 101–90                     | 스페인                     |
| 1983 | 프랑스                            | 이탈리아                   | 105–96                     | 스페인                                                                   | 소련                       | 105–70                     | 네덜란드                   |
| 1985 | 서독                              | 소련                       | 120–89                     | 체코슬로바키아                                                           | 이탈리아                   | 102–90                     | 스페인                     |
| 1987 | 그리스                            | 그리스                     | 103–101 오버타임           | 소련                                                                     | 유고슬라비아               | 98–87                      | 스페인                     |
| 1989 | 유고슬라비아                      | 유고슬라비아               | 98–77                      | 그리스                                                                   | 소련                       | 104–76                     | 이탈리아                   |
| 1991 | 이탈리아                          | 유고슬라비아               | 88–73                      | 이탈리아                                                                 | 스페인                     | 101–83                     | 프랑스                     |
| 1993 | 독일                              | 독일                       | 71–70                      | 러시아                                                                   | 크로아티아                 | 99–59                      | 그리스                     |
| 1995 | 그리스                            | 유고슬라비아               | 96–90                      | 리투아니아                                                               | 크로아티아                 | 73–68                      | 그리스                     |
| 1997 | 스페인                            | 유고슬라비아               | 61–49                      | 이탈리아                                                                 | 러시아                     | 97–77                      | 그리스                     |
| 1999 | 프랑스                            | 이탈리아                   | 64–56                      | 스페인                                                                   | 유고슬라비아               | 74–62                      | 프랑스                     |
| 2001 | 튀르키예                          | 유고슬라비아               | 78–69                      | 튀르키예                                                                 | 스페인                     | 99–90                      | 독일                       |
| 2003 | 스웨덴                            | 리투아니아                 | 93–84                      | 스페인                                                                   | 이탈리아                   | 69–67                      | 프랑스                     |
| 2005 | 세르비아 몬테네그로               | 그리스                     | 78–62                      | 독일                                                                     | 프랑스                     | 98–68                      | 스페인                     |
| 2007 | 스페인                            | 러시아                     | 60–59                      | 스페인                                                                   | 리투아니아                 | 78–69                      | 그리스                     |
| 2009 | 폴란드                            | 스페인                     | 85–63                      | 세르비아                                                                 | 그리스                     | 57–56                      | 슬로베니아                 |
| 2011 | 리투아니아                        | 스페인                     | 98–85                      | 프랑스                                                                   | 러시아                     | 72–68                      | 북마케도니아               |
| 2013 | 슬로베니아                        | 프랑스                     | 80–66                      | 리투아니아                                                               | 스페인                     | 92–66                      | 크로아티아                 |
| 2015 | 크로아티아 프랑스 독일 라트비아   | 스페인                     | 80–63                      | 리투아니아                                                               | 프랑스                     | 81–68                      | 세르비아                   |
| 2017 | 핀란드 이스라엘 루마니아 튀르키예 | 슬로베니아                 | 93–85                      | 세르비아                                                                 | 스페인                     | 93–85                      | 러시아                     |
| 2022 | 체코 조지아 독일 이탈리아         | 스페인                     | 88–76                      | 프랑스                                                                   | 독일                       | 82–69                      | 폴란드                     |
| 2025 | 라트비아 핀란드 폴란드 키프로스   |                            |                            |                                                                          |                            |                            |                            |

## 같이 보기
- 올림픽 농구
- FIBA 농구 월드컵
- FIBA 여자 유로바스켓